# Cyclocephala maculiventris
Cyclocephala maculiventris är en skalbaggsart som beskrevs av Höhne 1923. Cyclocephala maculiventris ingår i släktet Cyclocephala och familjen Dynastidae. Inga underarter finns listade i Catalogue of Life.